# Пас (тамга)

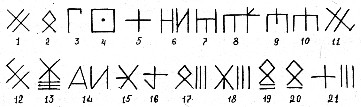

Пас (коми Рӧдвужпас) — родовые знаки (тамги) коми-зырян, коми-пермяков и коми-язьвинцев.

## Описание
Пасы — охотничьи календари — выглядели обычно как четырехгранная деревянная палка, на которой нанесены дни, недели и месяцы каждого сезона года. В настоящее время в коми языках есть много неологизмов, использующих корень пас для построения новых слов. Удмуртский аналогичный родовой знак — пус.